# РБ-109A «Биліна»
РБ-109A «Биліна» (рос. «Былина») — російська автоматизована система управління засобами РЕБ. Система використовує (або буде використовувати після закінчення розробки) “можливості штучного інтелекту на основі машинного навчання” для розстановки пріоритетів і придушення електронних сигналів. Система проводить аналіз радіоелектронного середовища у радіусі до 100 км та ставить завади найбільш пріоритетним цілям. Точної інформації про можливості і характеристики комплексу немає.

## Загальні відомості
В межах ДКР «Биліна» в 2016 році були завершені державні випробування дослідного зразку автоматизованого командного пункту (АКП) окремих бригад РЕБ — виробу РБ-109А.
Уперше застосований в ході навчань “Захід-2017” і надійшов на озброєння ЗС Росії лише у 2018 році. Забезпечення комплексами всіх армійських підрозділів заплановано до 2025 року.
Працювати «Биліна» починає автоматично одразу після розгортання. Самостійно комплекс підключається до всіх системам штаба, пунктам управління рот, батальйонів і окремим станціям радіоелектронної боротьби.

## Склад комплексу
Обладнання РБ-109А «Биліна» розміщено на п'яти вантажних автомобілях КамАЗ. В закритих кузовах розміщено електронна апаратура, засоби зв'язку і обладнання життєзабезпечення. Основу АКП складають п'ять апаратних: апаратна командно-штабна, дві апаратні штабних, дві апаратні управління і поєднання. До складу серійних зразків АКП також включено апаратні життєзабезпечення.

## Бойове застосування

### Російсько-українська війна
11 серпня 2018 СММ ОБСЄ зазначили у звіті, що 28 липня біля с. Чорнухине БПЛА місії зафіксував одразу 4 системи РЕБ, зокрема й РБ-109A «Былина».
15 січня 2024 комплекс РБ-109A «Биліна» було уражено підрозділом Shadow за допомогою артилерії.

## Експлуатанти
- Росія